# IEEE 802.11p
IEEE 802.11p és una modificació de l'estàndard 802.11 per WLAN desenvolupat pel grup de treball 11 del comitè d'estàndards LAN/MAN del IEEE (IEEE 802), que afegeix comunicacions sense fil a ambients vehiculars (WAVE), la qual cosa inclou intercanvi de dades entre vehicles a alta velocitat V2V i entre vehicles i infraestructura de carretera V2I. IEEE 802.11p fou ratificat el 2010.
També és la base de l'estàndard europeu per a comunicacions vehiculars ETSI ITS-G5

## Característiques
- L'estàndard IEEE 802.11p defineix les 2 capes inferiors : la capa física (PHY) i la capa d'enllaç (MAC).
- Les capes superiors del model OSI estan definides a la norma IEEE 1609.[4]

## Canals i modulacions
Paràmetre de la capa física (PHY):
- Banda de sistemes de transport intel·ligent (ITS): banda de freqüències de 5,85 GHz a 5,925 GHz, dividida en 7 canals de 10 MHz d'amplada de banda. (canals números 72, 74, 76, 78, 80, 82, 84)
- Modulacions de 4 tipus :

| Modulació | Velocitat en Mbit/s |
| --------- | ------------------- |
| BPSK      | 4,5                 |
| QPSK      | 9                   |
| 16-QAM    | 18                  |
| 64-QAM    | 27                  |